# مارك شوفالييه
مارك شوفالييه (بالفرنسية: Marc Chevalier)‏ (و. 1920 – 2013 م) هو ممثل، ومغني، وعازف قيثارة، من فرنسا، ولد في أفينيون، توفي عن عمر يناهز 93 عاماً.